# Distrikt Hualla

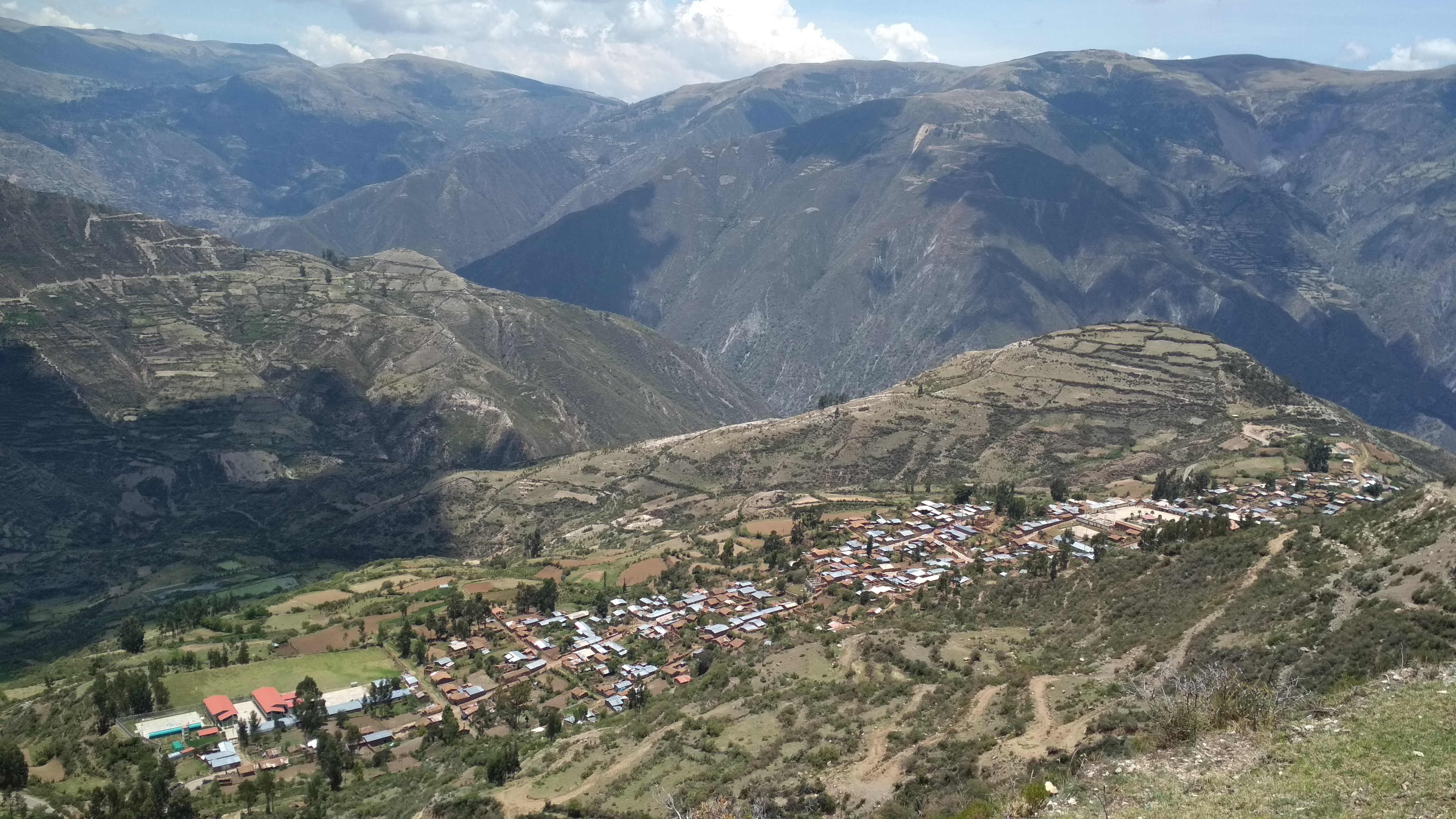
Tiquihua

Der Distrikt Hualla, alternative Schreibweise: Distrikt Huaya, liegt in der Provinz Víctor Fajardo in der Region Ayacucho in Südzentral-Peru. Der Distrikt wurde am 16. April 1828 gegründet. Er besitzt eine Fläche von 157 km². Beim Zensus 2017 wurden 2189 Einwohner gezählt. Im Jahr 1993 lag die Einwohnerzahl bei 2732, im Jahr 2007 bei 3188. Sitz der Distriktverwaltung ist die 3341 m hoch gelegene Ortschaft San Pedro de Hualla (oder kurz: Hualla) mit 1420 Einwohnern (Stand 2017). San Pedro de Hualla liegt etwa 16 km südöstlich der Provinzhauptstadt Huancapi.

## Geographische Lage
Der Distrikt Hualla liegt im Andenhochland im nördlichen Osten der Provinz Víctor Fajardo. Der Río Pampas fließt entlang der östlichen Distriktgrenze in Richtung Südsüdost.
Der Distrikt Hualla grenzt im Süden an den Distrikt Canaria, im Nordwesten an den Distrikt Huancapi, im Norden an den Distrikt Cayara sowie im Osten an die Distrikte Accomarca und Independencia (beide in der Provinz Vilcas Huamán).

## Ortschaften
Neben dem Hauptort gibt es folgende größere Ortschaften im Distrikt:
- Tiquihua (533 Einwohner)